# Chiesa dei Santi Vitale e Valeria
La chiesa dei santi Vitale e Valeria è il luogo di culto cattolico parrocchiale di Olate, rione di Lecco.
È situata nell'omonima piazza del quartiere

## Storia
Le prime notizie risalgono al 1400, anno in cui sappiamo per certo che esistesse una piccola chiesa dedicata ai santi Vitale e Valeria. Con la misura di circa 8 metri in larghezza 16 in lunghezza, l'edificio era situato nella stessa area delnuovo edificio ma la sua facciata principale era orientata verso Acquate e presentava un unico altare.
Nel 1427 venne edificato un piccolo campanile di forma quadrata; all'inizio del secolo successivo le comunità di Olate e di Bonacina distrussero parte della chiesetta antica e orientarono la facciata verso il centro di Lecco. Nel 1583 san Carlo Borromeo decretò la recinzione del cimitero che la circondava da oriente e occidente.
Dagli atti redatti l'11 luglio del 1608 della visita pastorale  del cardinale Federico Borromeo a Olate, risulta che la chiesa contava un'unica navata e il campanile aveva due campane sonore e accordate fra loro.
Nel 1934 la navata venne prolungata nella nuova forma.

## Descrizione
La chiesa presenta elementi architettonici e stilistici differenti a causa della demolizione e successiva ricostruzione della facciata nel XVI secolo. La facciata è in barocchetto.